# یوکی اوچی
یوکی اوچی (انگلیسی: Yuki Ochi؛ زادهٔ ۱ نوامبر ۱۹۹۰) بازیگر اهل ژاپن است.
از فیلم‌ها یا برنامه‌های تلویزیونی که وی در آن نقش داشته‌است می‌توان به کامن ریدر ساخت: یکی باش (فیلم) اشاره کرد.